# Paul Van Hoeydonck
Paul Van Hoeydonck (Antwerpen, 8 oktober 1925 – Wijnegem, 3 mei 2025) was een Belgisch kunstenaar. Hij hield zich onder andere bezig als beeldhouwer, schilder, tekenaar, collagekunstenaar en graficus.

## Opleiding
In 1941 volgde hij aan de Academie in Antwerpen een avondcursus tekenen en hij werkte later in het tekenatelier van Jos Hendrickx. Van Hoeydonck behaalde een graduaat kunstgeschiedenis aan het Kunsthistorisch Instituut in Antwerpen, en ook aan het Instituut voor Kunstgeschiedenis en Oudheidkunde in Brussel volgde hij cursussen.

## Stijl en werk

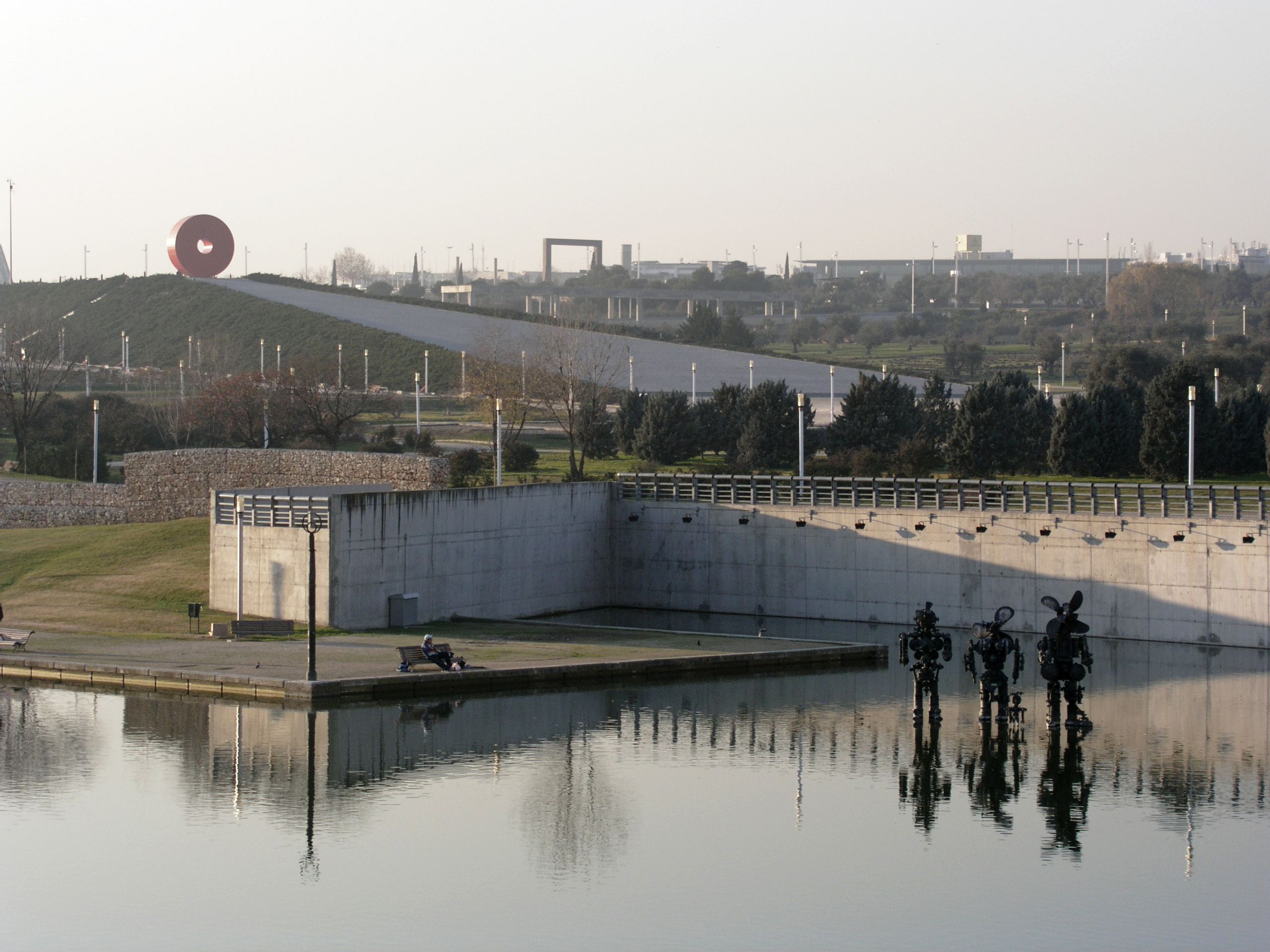
Beeldengroep door Paul Van Hoeydonck in het Parque Juan Carlos I te Madrid

In 1952 werden zijn figuratieve schilderijen voor het eerst tentoongesteld in Antwerpen, later dat jaar in Brugge en Brussel. Vanaf 1955 volgde een korte periode waarin Van Hoeydonck geometrisch abstract werkte. Paul Van Hoeydonck werd lid of medestichter van de groepen "Art Abstrait", "Formes" en "Art Construit".
In 1957 creëerde hij zijn eerste monochrome wit abstracte "Lichtwerken". Solo-exposities hield hij in de bekende galerie Saint-Laurent te Brussel in 1956, 1957 en 1959. In 1958 richtte hij mee de G58 groep op in het Hessenhuis in Antwerpen. Datzelfde jaar nam hij deel aan de wereldtentoonsteling in Brussel. In 1961 en 1963 waren er individuele tentoonstellingen in het Paleis voor Schone Kunsten. Hij exposeerde er respectievelijk zijn "plexi-reliëfs met lichtwerk" en "steden van de toekomst".
In 1959 exposeerde Paul Van Hoeydonck samen met Guy Vandenbranden bij de Galleria Pater in Milaan. In deze avant-garde galerie leerden Van Hoeydonck en Vandenbranden internationale kunstenaars zoals Lucio Fontana en Piero Manzoni persoonlijk kennen.
Met zijn plexi-reliëfs verliet hij het platte vlak en begon door het licht- en schaduwspel en de lichtbreking aan de dematerialisering van de stof.
In 1961 was er de expo "Bonhommes et monocles de Paul Van Hoeydonck - peintre du ciel" in de galerie P.Vanderborght met de uitgave van een manifest, geschreven door de belangrijkste Belgische avant-garde criticus van dat ogenblik, Jan Walravens. Het werd meteen de start van Paul Van Hoeydonck als assemblagekunstenaar.
In 1965 werd  hij door de critici Jean Dypréau en Pierre Restany geselecteerd voor de geruchtmakende expo "Pop Art, Nieuw Realisme" in het Paleis voor Schone Kunsten.

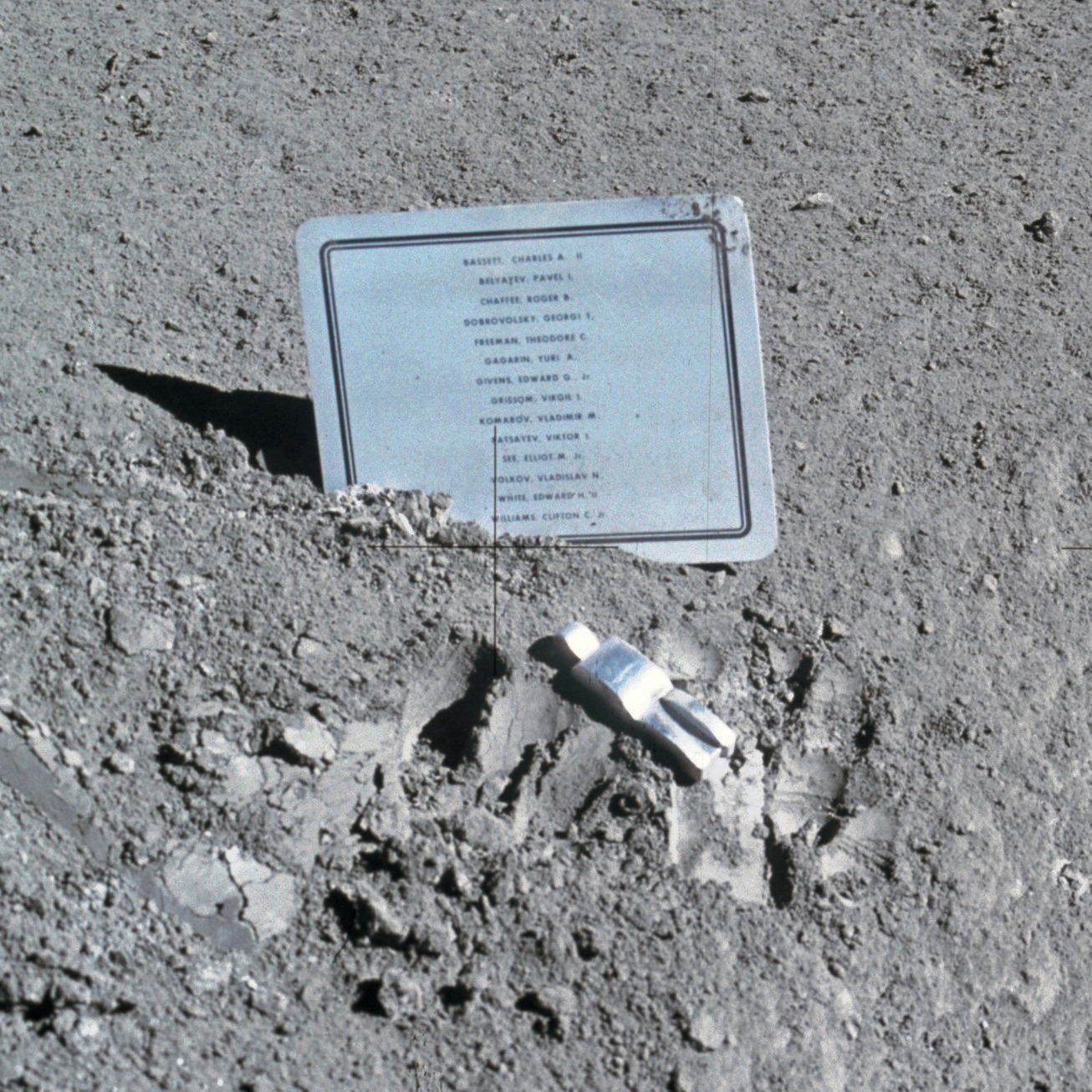
Fallen Astronaut op de maan

Van Hoeydonck toonde vooral belangstelling voor de aanwezigheid van de mens in de ruimte. Hij gaf de planeten en de constellaties een plaats in zijn schilderijen. In 1971 zetten de astronauten van de Apollo 15 zijn beeldje "Fallen Astronaut" op de maan.
De installatie '16 X Icarus' van Van Hoeydonck verfraait het metrostation Graaf Van Vlaanderen van de Brusselse metro te Sint-Jans-Molenbeek.
In september 2014 kreeg Paul Van Hoeydonck een overzichtstentoonstelling 'Paul Van Hoeydonck. From Zero to the Moon' bij de Antwerpse Callewaert Vanlangendonck Gallery. Galeristen Yoeri Vanlangendonck en Brecht Callewaert reisden in oktober 2014 samen met de toen 89-jarige Van Hoeydonck naar New York voor de opening van de Zero-tentoonstelling in het Guggenheim Museum, waarin de kunstenaar was opgenomen.
In oktober 2015 werd Paul Van Hoeydonck opgenomen in de Brusselse tentoonstelling 'Pop Art in Belgium', georganiseerd door het ING Art Center. Daarvoor waren diverse assemblages in gips door de kunstenaar geïnstalleerd, waaronder zijn Musica Celesta en Space Guardians. Hiermee werd chronologisch meegegeven dat pop art door vooruitziende verzamelaars (als dr. Hubert Peeters) werd ondersteund. Ook zijn 'Fallen Astronaut' maakte deel uit van de tentoonstelling. Tot op hoge leeftijd bleef hij actief als kunstenaar. 
Minder bekend is dat zijn zoon, Patrick (1959-1984), ook kunstenaar was. Als beeldhouwer en keramist exposeerde hij internationaal. Zijn carrière kwam abrupt ten einde toen hij zelfmoord pleegde.
In januari 2016 trouwde Van Hoeydonck op negentigjarige leeftijd met Marleen Meyers. Zij bleven getrouwd tot zijn overlijden op 3 mei 2025. Van Hoeydonck werd 99 jaar oud.

## Eretekens
Van Hoeydonck werd per KB van 26 november 2014 bevorderd tot Ridder in de Leopoldsorde met ranginneming op 26 november 2014.
Op 29 maart 2022 ontving hij een eredoctoraat voor algemene verdiensten van de Universiteit Antwerpen.

## Trivia
Paul Van Hoeydonck had liever niet dat zijn maanbeeldje Fallen Astronaut werd genoemd, omdat het beeldje de gehele mensheid moest representeren, en niet enkel de omgekomen astronauten en kosmonauten. Het doel was om het beeldje rechtopstaand te plaatsen op het maanoppervlak, en niet liggend op de rug. Bovendien plaatsten CDR David Scott en LMP James Irwin van Apollo 15 nabij het beeldje het bord met daarop de namen van de destijds omgekomen ruimtevaarders, wat niet de bedoeling was. Beide objecten bevinden zich nabij de finale parkeerplaats van de LRV (Lunar Roving Vehicle) op enige afstand oostwaarts van de landingsplaats van maanlander Falcon.